# 삼성 비홀드 II
삼성 비홀드 II(Samsung Behold II, Samsung T939)는 삼성전자가 2009년에 출시한 스마트폰이다.